# Eddie Lovette
Eddie Lovette (nascido Eddie Lovett, 1943[carece de fontes?] — 29 de abril de 1998) foi um músico norte-americano de reggae. Ele gravou seis álbuns, que todos têm uma forte influência caribenha.
Lovette nasceu na cidade de Cairo, no estado da Geórgia. Foi o quarto de dez filhos. Quando tinha apenas nove anos de idade, Lovette juntou-se ao grupo de cantores gospel chamada "Cairo Echo Jr". Um antigo aluno da Miami High School, Lovette passou a ganhar um diploma em psicologia pela Universidade de Miami. Após perseguir o seu grau, Lovette fazia parte de um grupo chamado "Eddie and The Tropics". Eddie Lovette faleceu em 1998, aos 55 anos, vítima de câncer de pulmão.